# Eurovizijos atranka 2019
La settima edizione di Eurovizijos atranka (ufficialmente Eurovizijos dainų konkurso nacionalinė atranka) si è tenuta tra il 5 gennaio e il 23 febbraio 2019 presso gli studi televisivi di LRT a Vilnius e ha selezionato il rappresentante della Lituania all'Eurovision Song Contest 2019 di Tel Aviv.
Il vincitore è stato Jurijus con Run with the Lions.

## Organizzazione
Organizzato dal 2013 dall'emittente radiotelevisiva pubblica LRT, Eurovizijos atranka è composto da 7 serate in tutto: 4 per i quarti di finale, 2 per le semifinali e l'ultima per la finale, che selezionerà il vincitore del concorso e il probabile rappresentante della Lituania all'Eurovision Song Contest 2019.

## Partecipanti
| Artista                           | Titolo                      | Lingua  | Compositori                                                                       |
| --------------------------------- | --------------------------- | ------- | --------------------------------------------------------------------------------- |
| 120                               | No Doubt                    | Inglese | Deivydas Zvonkus, Dovydas Laukys e Šarūnas Januškevičius                          |
| Aldegunda                         | I Want Your Love            | Inglese | Gailė Asačiovaitė                                                                 |
| Alen Chicco                       | Your Cure                   | Inglese | F. Venckus e Tomas Alenčikas                                                      |
| Antikvariniai Kašpirovskio Dantys | Mažulė                      | Lituano | Martynas Enčius                                                                   |
| Banzzai                           | I Don't Care                | Inglese | Martynas Puchovičius e Paulius Šinkūnas                                           |
| Cheri                             | Again                       | Inglese | Viktorija Vyšniauskaitė e Vitalij Puzyriov                                        |
| Dagna Kondrotaitė                 | The Rush                    | Inglese | Liutauras Janušaitis e Lionel Lombard                                             |
| Donata & BingBang                 | Doing the Loop              | Inglese | Lise Cabble e Christopher Wortley                                                 |
| Edgaras Lubys                     | To the Sky                  | Inglese | Edgaras Lubys                                                                     |
| Elizabeth Olshey                  | Never Enough (Of Your Love) | Inglese | Konstantin Beyrer, Elizabeth Olshey e Šarūnas Vaidachovičius                      |
| Emilija Gogolytė                  | Riddle                      | Inglese | Sara Sangfelt, Ian Curnow e Ina Reni Alexandrow                                   |
| Filtered Tools                    | Survival                    | Inglese | Donatas Sabaliauskas e Eglė Tamulionienė                                          |
| Gabriela Ždanovičiūtė             | Home Is in Your Heart       | Inglese | Agnete Johnsen, Thomas Reil, Jeppe Reil e Christopher Wortley                     |
| Gabrielė Rybko                    | Lay It Down                 | Inglese | Laurell Barker, Georgie Dennis e Cameron Warren                                   |
| Gebrasy                           | Acceptance                  | Inglese | Audrius Petrauskas, Alex Lipnevic e Jevgenij Podskokov                            |
| Giedrius Nakas                    | Klaidos                     | Lituano | Giedrus Nakas                                                                     |
| Glossarium                        | Anyone                      | Inglese | Tadas Kaminskas, Lukas Gubanovas e Saulius Šivickas                               |
| Gražvydas Sidiniauskas            | Another Movie               | Inglese | A. S. Engen, Janieck Devy, Radboud Miedema e Fabrizio Levita                      |
| Henry & Tommy Modric              | Neverpart                   | Inglese | Tomas Sinickis                                                                    |
| Indrė Juodeikienė                 | Bad Option                  | Inglese | Nácha, Rajan Muse e Koos Kamerling                                                |
| Jurgis Brūzga                     | CTRL ALT DELETE             | Inglese | Kasparas Meginis, Edgaras Žaltauskas, Jurgis Brūzga e Andrius Kairys              |
| Jurgis Did & Erica Jennings       | Sing                        | Inglese | Jurgis Didžiulis e Erica Jennings                                                 |
| Jurijus                           | Run with the Lions          | Inglese | Ashley Hicklin, Eric Lumiere e Pele Loriano                                       |
| Justina Budaitė-Junà              | Strenght of a Woman         | Inglese | Donatas Montvydas, Gytis Valickas-Echoes e Glenda "Gizzle" Proby                  |
| Justina Žukauskaitė               | Hit Me Harder               | Inglese | Vytautas Karpauskas e Justina Žukauskaitė                                         |
| Kali                              | Don't B3long                | Inglese | Karolis Talutis e Arvydas Kriščikas                                               |
| La Forza                          | Leisk tave paguosti         | Lituano | Stanislovas Stavickis-Stano                                                       |
| Laimingu Būti Lengva              | Pasaulio vidury             | Lituano | Audrius Pakšys                                                                    |
| Lukas Bartaška                    | River of Hope               | Inglese | Lukas Bartaška e Giedrius Misiūnas                                                |
| MaNNazz                           | Blind Bird                  | Inglese | Kamilė Kielaitė-Sienkievič e Dominykas Zalieckas                                  |
| Matas Ligeika                     | You Came Here to Fly        | Inglese | Matas Ligeika e Gintarė Liseckaitė                                                |
| Migloko                           | Rožės                       | Lituano | Artūras Bieliauskas e Miglė Vilčiauskaitė                                         |
| Monika Marija                     | Criminal                    | Inglese | Benny Jansson, Monika Marija Paulauskaitė, Thomas Karlsson e Mahan Moin           |
| Monika Marija                     | Light On                    | Inglese | Rachel Suter, Monika Marija Paulauskaitė, Martin Wiik e Glen Eriksson             |
| Original Copy                     | Power of Sounds             | Inglese | Ieva Ščerbinskaitė                                                                |
| Paola Hart                        | I'll Be Alright             | Inglese | Saxtone e Paulina Paulauskaitė                                                    |
| Queens of Roses                   | Runaway                     | Ingles  | Edgaras Koldaras e Artiomas Penkevičius                                           |
| Rùta                              | Paradox                     | Inglese | Rūta Statkevičiūtė e Forest Blakk                                                 |
| Šarūnas Mačiulis                  | Traukinys                   | Lituano | Šarūnas Mačiulis                                                                  |
| Saulės Kliošas                    | Laiko mašina                | Lituano | Alvydas Mačiulskas, Laurynas Šarkinas e Justė Starinskaitė                        |
| Simona                            | This Day Begins with Love   | Inglese | Kęstutis Jablonskis e Raimundas Margalikas                                        |
| Sofija Eitutytė                   | My 7th Life                 | Inglese | F. Buba, Charlie Mason, Rike Boomgaarden e Marcus Brosch                          |
| Soliaris & Foreign Souls          | Song of My Life             | Inglese | Viktoras Alechnovicius, Artūras Daunys, Algimantas Minalga e Arminas Bagdzevičius |
| Tiramisu                          | The Smell of Your Eyes      | Inglese | Martyna Rudelytė e Egidijus Lisovoj                                               |
| Twosome                           | 1000                        | Inglese | Paulius Šinkūnas e Justinas Stanislovaitis                                        |
| Valdas Lacko                      | Dare                        | Inglese | Niklas Bergqvist, Simon Johansson e Malin Bergqvist                               |
| Valerija Iljinaitė                | Scars Are Beautiful         | Inglese | Ylva Persson, Linda Persson, Charlie Mason e John Matthews                        |
| Voldemars Petersons               | Dancing with the Stars      | Inglese | Ashley Hicklin, Becky Jerams e Christopher Wortley                                |
| Živilė Gedvilaitė                 | Learn from Your Love        | Inglese | Anna Timgren e Alex Mullarkey                                                     |

## Quarti di finale

### Primo quarto
Il primo quarto è stato registrato presso gli studi di LRT il 20 dicembre 2018, ma è stato trasmesso il 5 gennaio 2019.
La giuria è stata composta da: Ramūnas Zilnys, Vytautas Bikus e Jonas Nainys.
| #  | Artista               | Titolo                    | Punteggio | Punteggio | Punteggio | Posizione |
| #  | Artista               | Titolo                    | Giuria    | Televoto  | Totale    | Posizione |
| -- | --------------------- | ------------------------- | --------- | --------- | --------- | --------- |
| 1  | Matas Ligeika         | You Came Here To Fly      | 5         | 4         | 9         | 8         |
| 2  | Simona                | This Day Begins with Love | 0         | 0         | 0         | 12        |
| 3  | Filtered Tools        | Survival                  | 4         | 2         | 6         | 9         |
| 4  | Rùta                  | Paradox                   | 0         | 3         | 3         | 10        |
| 5  | Šarūnas Mačiūlis      | Traukinys                 | 3         | 8         | 11        | 6         |
| 6  | Aldegunda             | I Want Your Love          | 3         | 12        | 15        | 3         |
| 7  | Gabriela Ždanovičiūtė | Home Is in Your Heart     | 1         | 0         | 1         | 11        |
| 8  | Migloko               | Rožės                     | 12        | 7         | 19        | 2         |
| 9  | Twosome               | 1000                      | 7         | 6         | 13        | 4         |
| 10 | MaNNazz               | Blind Bird                | 10        | 10        | 20        | 1         |
| 11 | Gebrasy               | Acceptance                | 8         | 1         | 9         | 7         |
| 12 | Glossarium            | Anyone                    | 6         | 5         | 11        | 5         |

### Secondo quarto
Il secondo quarto si è tenuto il 9 gennaio 2019 ed è stato trasmesso 10 giorni dopo, il 19 gennaio.
| #  | Artista                | Titolo                 | Punteggio | Punteggio | Punteggio | Posizione |
| #  | Artista                | Titolo                 | Giuria    | Televoto  | Totale    | Posizione |
| -- | ---------------------- | ---------------------- | --------- | --------- | --------- | --------- |
| 1  | Tiramisu               | The Smell of Your Eyes | 0         | 8         | 8         | 7         |
| 2  | Giedrus Nakas          | Klaidos                | 4         | 0         | 4         | 11        |
| 3  | Justina Žukauskaitė    | Hit Me Harder          | 2         | 4         | 6         | 9         |
| 4  | Lukas Bartaška         | River of Hope          | 8         | 6         | 14        | 4         |
| 5  | Paola Hart             | I'll Be Alright        | 8         | 0         | 8         | 6         |
| 6  | Valdas Lacko           | Dare                   | 0         | 3         | 3         | 12        |
| 7  | Emilija Gogolytė       | Riddle                 | 6         | 10        | 16        | 2         |
| 8  | Edgaras Lubys          | To the Sky             | 10        | 12        | 22        | 1         |
| 9  | Donata Virbilaitė      | Doing the Loop         | 1         | 5         | 6         | 10        |
| 10 | Gražvydas Sidiniauskas | Another Movie          | 5         | 1         | 6         | 8         |
| 11 | Justina Budaitė-Junà   | Strenght of a Woman    | 12        | 2         | 14        | 3         |
| 12 | Banzzai                | I Don't Care           | 0         | 0         | 0         | 13        |
| 13 | Original Copy          | Power of Sounds        | 3         | 7         | 10        | 5         |

### Terzo quarto
Il terzo quarto è stato registrato il 16 gennaio 2019 ed è stato trasmesso il 26 gennaio.
| #  | Artista                           | Titolo                 | Punteggio | Punteggio | Punteggio | Posizione |
| #  | Artista                           | Titolo                 | Giuria    | Televoto  | Totale    | Posizione |
| -- | --------------------------------- | ---------------------- | --------- | --------- | --------- | --------- |
| 1  | Laimingu Būti Lengva              | Pasaulio vidury        | 0         | 0         | 0         | 12        |
| 2  | Voldemars Petersons               | Dancing with the Stars | 2         | 0         | 2         | 11        |
| 3  | La Forza                          | Leisk tave paguosti    | 0         | 0         | 0         | 13        |
| 4  | Sofija Eitutytė                   | My 7th Life            | 3         | 1         | 4         | 8         |
| 5  | Antikvariniai Kašpirovskio Dantys | Mažulė                 | 6         | 7         | 13        | 4         |
| 6  | Dagna                             | The Rush               | 4         | 6         | 10        | 7         |
| 7  | Jurgis Brūzga                     | CTRL ALT DELETE        | 5         | 5         | 10        | 6         |
| 8  | Kali                              | Don't B3long           | 2         | 2         | 4         | 9         |
| 9  | Cheri                             | Again                  | 8         | 3         | 11        | 5         |
| 10 | 120                               | No Doubt               | 2         | 2         | 4         | 10        |
| 11 | Monika Marija                     | Criminal               | 10        | 8         | 18        | 2         |
| 12 | Jurijus                           | Run with the Lions     | 12        | 12        | 24        | 1         |
| 13 | Jurgis Did & Erica Jennings       | Sing!                  | 8         | 10        | 18        | 3         |

### Quarto quarto
Il quarto quarto è stato l'ultimo quarto di finale tenutosi il 23 gennaio 2019 e mandato in onda il 2 febbraio. Uno dei partecipanti, Gabrielė Rybko, ha violato il regolamento e perciò il televoto è stato azzerato, tuttavia ha potuto prendere parte alla selezione.
| #  | Artista                  | Titolo                      | Punteggio | Punteggio | Punteggio | Posizione |
| #  | Artista                  | Titolo                      | Giuria    | Televoto  | Totale    | Posizione |
| -- | ------------------------ | --------------------------- | --------- | --------- | --------- | --------- |
| 1  | Valerija Iljinaitė       | Scars Are Beautiful         | 2         | 1         | 3         | 9         |
| 2  | Indrė Juodeikienė        | Bad Option                  | 1         | 2         | 3         | 10        |
| 3  | Alen Chicco              | Your Cure                   | 4         | 8         | 12        | 6         |
| 4  | Queens of Roses          | Runaway                     | 7         | 4         | 11        | 7         |
| 5  | Živilė Gedvilaitė        | Learn from Your Love        | 7         | 5         | 12        | 5         |
| 6  | Elizabeth Olshey         | Never Enough (Of Your Love) | 0         | 6         | 6         | 8         |
| 7  | Gabrielė Rybko           | Lay It Down                 | 0         | 0         | 0         | 11        |
| 8  | Saulės Kliošas           | Laiko mašina                | 10        | 3         | 13        | 4         |
| 9  | Soliaris & Foreign Souls | Song of My Life             | 7         | 7         | 14        | 3         |
| 10 | Monika Marija            | Light On                    | 12        | 12        | 24        | 1         |
| 11 | Henry & Tommy Modric     | Neverpart                   | 8         | 10        | 18        | 2         |

## Semifinali

### Prima semifinale
| #  | Artista              | Titolo              | Punteggio | Punteggio | Punteggio | Posizione |
| #  | Artista              | Titolo              | Giuria    | Televoto  | Totale    | Posizione |
| -- | -------------------- | ------------------- | --------- | --------- | --------- | --------- |
| 1  | Emilija Gogolytė     | Riddle              | 1         | 10        | 11        | 5         |
| 2  | Henry & Tommy Modric | Neverpart           | 7         | 7         | 14        | 4         |
| 3  | Saulės Kliošas       | Laiko mašina        | 5         | 2         | 7         | 9         |
| 4  | Edgaras Lubys        | To the Sky          | 4         | 6         | 10        | 7         |
| 5  | Glossarium           | Anyone              | 0         | 1         | 1         | 11        |
| 6  | Migloko              | Rožės               | 7         | 3         | 10        | 6         |
| 7  | Twosome              | 1000                | 0         | 0         | 0         | 12        |
| 8  | Lukas Bartaška       | River of Hope       | 2         | 8         | 10        | 8         |
| 9  | Justina Budaitė-Junà | Strenght of a Woman | 10        | 4         | 14        | 3         |
| 10 | Monika Marija        | Light On            | 12        | 12        | 24        | 1         |
| 11 | Jurgis Brūzga        | CTRL ALT DELETE     | 10        | 5         | 15        | 2         |
| 12 | Cheri                | Again               | 4         | 0         | 4         | 10        |

### Seconda semifinale
Monika Marija, qualificata sia con Light On e Criminal, ha scelto di partecipare alla finale solo con la prima, ritirando perciò la seconda, che è stata sostituita da Your Cure di Alen Chicco, arrivato quinto nella seconda semifinale.
| #  | Artista                           | Titolo               | Punteggio | Punteggio | Punteggio | Posizione |
| #  | Artista                           | Titolo               | Giuria    | Televoto  | Totale    | Posizione |
| -- | --------------------------------- | -------------------- | --------- | --------- | --------- | --------- |
| 1  | Original Copy                     | Power of Sounds      | 3         | 1         | 4         | 10        |
| 2  | Živilė Gedvilaitė                 | Learn from Your Love | 0         | 0         | 0         | 12        |
| 3  | Šarūnas Mačiūlis                  | Traukinys            | 0         | 5         | 5         | 9         |
| 4  | Paola Hart                        | I'll Be Alright      | 2         | 0         | 2         | 11        |
| 5  | Alen Chicco                       | Your Cure            | 6         | 6         | 12        | 5         |
| 6  | Aldegunda                         | I Want Your Love     | 1         | 4         | 5         | 8         |
| 7  | Soliaris & Foreign Souls          | Song of My Life      | 4         | 4         | 8         | 7         |
| 8  | Monika Marija                     | Criminal             | 10        | 7         | 17        | 3         |
| 9  | Antikvariniai Kašpirovskio Dantys | Mažulė               | 10        | 8         | 18        | 2         |
| 10 | Jurijus                           | Run with the Lions   | 12        | 12        | 24        | 1         |
| 11 | MaNNazz                           | Blind Bird           | 5         | 3         | 8         | 6         |
| 12 | Jurgis Did & Erica Jennings       | Sing!                | 7         | 10        | 17        | 4         |

## Finale
La finale si è tenuta il 23 febbraio 2019.
| # | Artista                           | Titolo              | Punteggio | Punteggio | Punteggio | Posizione |
| # | Artista                           | Titolo              | Giuria    | Televoto  | Totale    | Posizione |
| - | --------------------------------- | ------------------- | --------- | --------- | --------- | --------- |
| 1 | Alen Chicco                       | Your Cure           | 6         | 6         | 12        | 5         |
| 2 | Justina Budaitė-Junà              | Strenght of a Woman | 3         | 3         | 6         | 8         |
| 3 | Henry & Tommy Modric              | Neverpart           | 5         | 5         | 10        | 6         |
| 4 | Jurgis Brūzga                     | CTRL ALT DELETE     | 4         | 4         | 8         | 7         |
| 5 | Jurgis Did & Erica Jennings       | Sing!               | 7         | 7         | 14        | 4         |
| 6 | Monika Marija                     | Light On            | 10        | 10        | 20        | 2         |
| 7 | Antikvariniai Kašpirovskio Dantys | Mažulė              | 8         | 8         | 16        | 3         |
| 8 | Jurijus                           | Run with the Lions  | 12        | 12        | 24        | 1         |

## All'Eurovision Song Contest
La Lituania si è esibita 12ª nella seconda semifinale del 16 maggio 2019, non qualificandosi per la finale.